# (6849) Doloreshuerta
(6849) Doloreshuerta ist ein Asteroid des Hauptgürtels, der am 25. Juni 1979 von den US-amerikanischen Astronomen Eleanor Helin und Schelte John Bus am Siding-Spring-Observatorium (IAU-Code 413) in der Nähe von Coonabarabran in Australien entdeckt wurde.
Benannt wurde der Asteroid am 27. August 2019 nach der US-amerikanischen Gewerkschafterin und Bürgerrechtsaktivistin Dolores Huerta (* 1930), die eine bekannte Aktivistin ist, die in ihrem Engagement die Gleichberechtigung der Frauen und Fragen der sozialen Gerechtigkeit immer zusammengedacht hat.
Der Himmelskörper gehört der Vesta-Familie an, einer großen Gruppe von Asteroiden, benannt nach (4) Vesta, dem zweitgrößten Asteroiden und drittgrößten Himmelskörper des Hauptgürtels.